# سيدو
سيدو (بالألمانية: Sido) (و. 1980 – م) هو رابر، وموسيقي، وكاتب سير ذاتية، ومغني، ومنتج أسطوانات، وملحن من ألمانيا. ولد في برلين.

## وصلات خارجية
- سيدو على موقع IMDb (الإنجليزية)
- سيدو على موقع روتن توميتوز (الإنجليزية)
- سيدو على موقع ألو سيني (الفرنسية)
- سيدو على موقع ميوزك برينز (الإنجليزية)
- سيدو على موقع ميوزك برينز (الإنجليزية)
- سيدو على موقع أول ميوزيك (الإنجليزية)
- سيدو على موقع ديسكوغز (الإنجليزية)
- سيدو على موقع ديسكوغز (الإنجليزية)
- سيدو على موقع ديسكوغز (الإنجليزية)
- سيدو على موقع ديسكوغز (الإنجليزية)